# Sergej Kotenko
Sergej Vladimirovitj Kotenko (ryska: Сергей Владимирович Котенко), född 2 december 1956 i Almaty, är en före detta sovjetisk vattenpolospelare. Han tog OS-guld 1980 och OS-brons 1988 med Sovjetunionens landslag.
Kotenko spelade sju matcher och gjorde tre mål i den olympiska vattenpoloturneringen i Montréal där Sovjetunionen slutade på åttonde plats. Han spelade åtta matcher och gjorde nio mål i den olympiska vattenpoloturneringen i Moskva. I den olympiska vattenpoloturneringen i Seoul spelade han sju matcher och gjorde tolv mål.
Kotenko tog VM-guld i samband med världsmästerskapen i simsport 1982 i Guayaquil i Ecuador.